# Hedjet
Hedyet o Hedjet (Antiguo egipcio: ḥḏt "El Blanco") es el nombre formal de la Corona Blanca del rey del Alto Egipto. Después de la unificación del Alto y Bajo Egipto, se combinó con la Desheret, la Corona Roja del rey del Bajo Egipto, para formar la Sejemti (o Pschent), la doble corona que simbolizaba el poder sobre todo Egipto. El símbolo que a veces se utilizaba para la Corona Blanca era la diosa buitre Nejbet que se muestra junto a la cabeza de la diosa cobra Uadyet, en el ureo empleado en el Pschent.

Hedjet, la corona blanca del Alto Egipto

| S1 |

| S1 |

## Historia
La corona blanca, junto con la corona roja, tiene una larga historia y cada una de sus respectivas representaciones se remontan al Período Predinástico, lo que indica que la realeza había sido la base de la sociedad egipcia ya desde los más remotos tiempos. Se pensaba que la imagen más antigua conservada de una hedjet estaba en Qustul, poblado en la Baja Nubia. Según Jane Roy, "Sin embargo, la nueva evidencia hallada en Abydos, particularmente la excavación del cementerio U y la tumba U-j, que data de Naqada IIIA, ha demostrado que esta iconografía aparece antes en Egipto".
Nejbet, la diosa tutelar de Nejebet (moderno el Kab) cerca de Hieracómpolis, fue representada como una mujer, a veces con la cabeza de un buitre, con la corona blanca. El dios halcón Horus de Hieracómpolis (en egipcio: Nekhen) se mostraba generalmente con una corona blanca. Una famosa representación de la corona blanca se encuentra en la Paleta de Narmer que se encuentra en Hieracómpolis en la que se muestra al rey del sur con el hedjet triunfando sobre sus enemigos del norte. Los reyes del Egipto unido se veían a sí mismos como sucesores de Horus. Los jarrones del reinado de Jasejemuy muestran al rey como Horus con la corona blanca.
Al igual que con la deshret (corona roja), no se ha encontrado ningún ejemplo de corona blanca. Se desconoce cómo se construyó y qué materiales se utilizaron. Se ha sugerido fieltro o cuero, pero esto es puramente especulativo. Al igual que el deshret, el hedjet puede haberse tejido como una canasta de fibra vegetal como hierba, paja, lino, hoja de palma o caña. El hecho de que nunca se haya encontrado una corona, incluso en tumbas reales relativamente intactas como la de Tutankamón, sugiere que las coronas pueden haber pasado de un monarca a otro, como en las monarquías actuales.

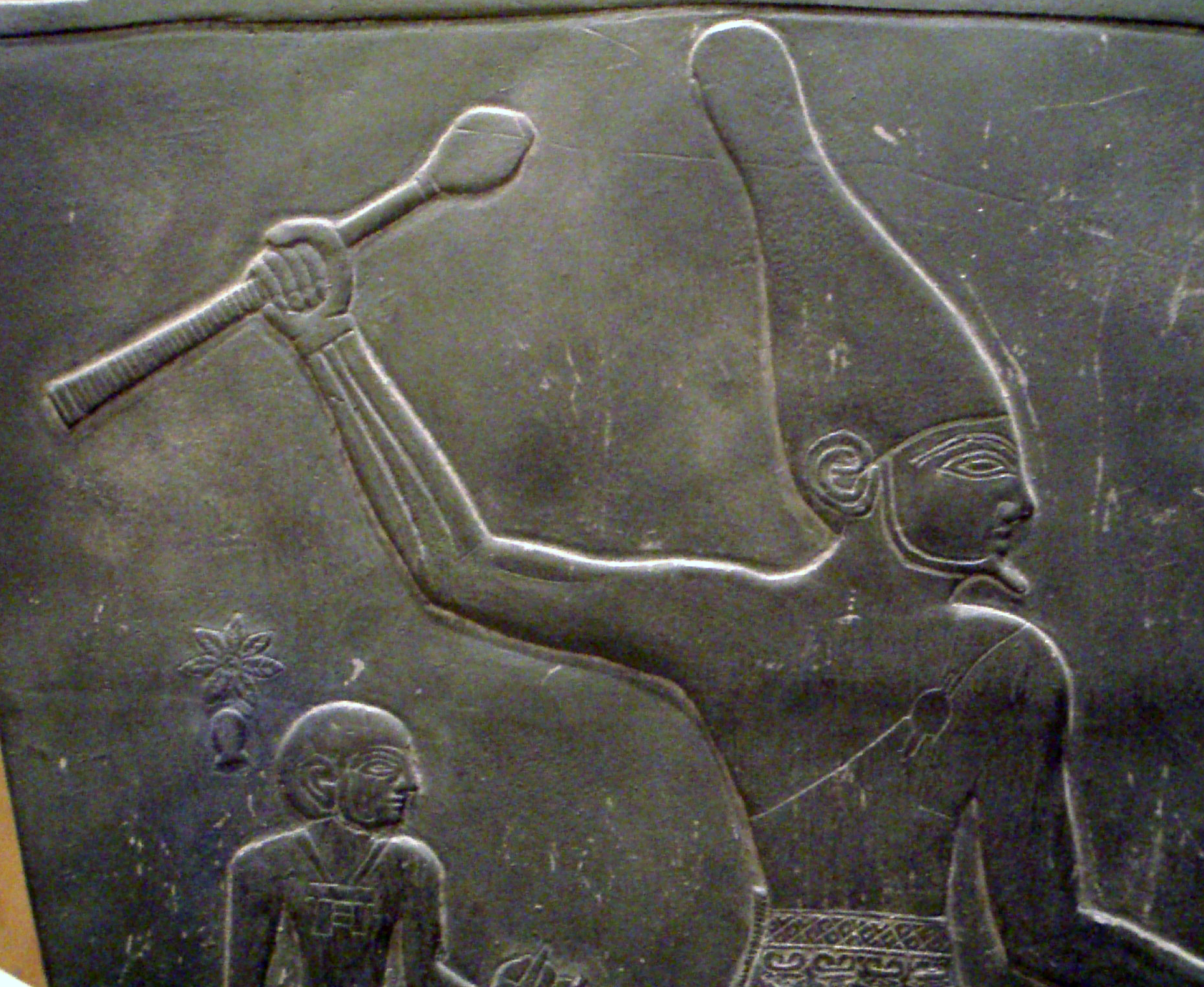
Periodo arcaico temprano de la corona blanca: la Paleta de Narmer con el faraón Narmer portándola
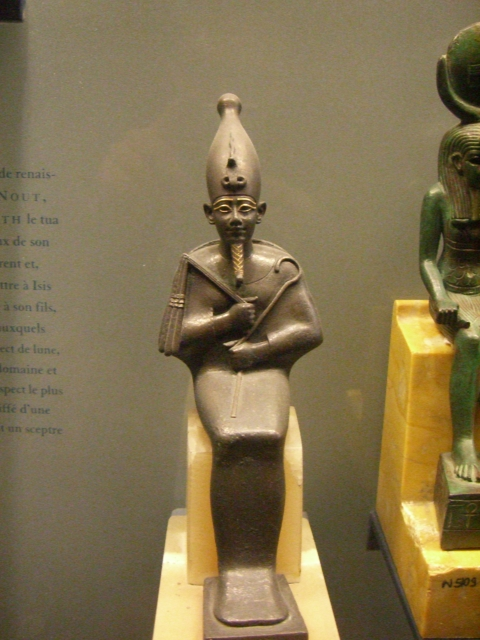
Estatuilla de bronce y oro de Osiris de la Baja Época (siglos VI a IV a. C.). Este dios era mostrado con el hedjet, la corona blanca
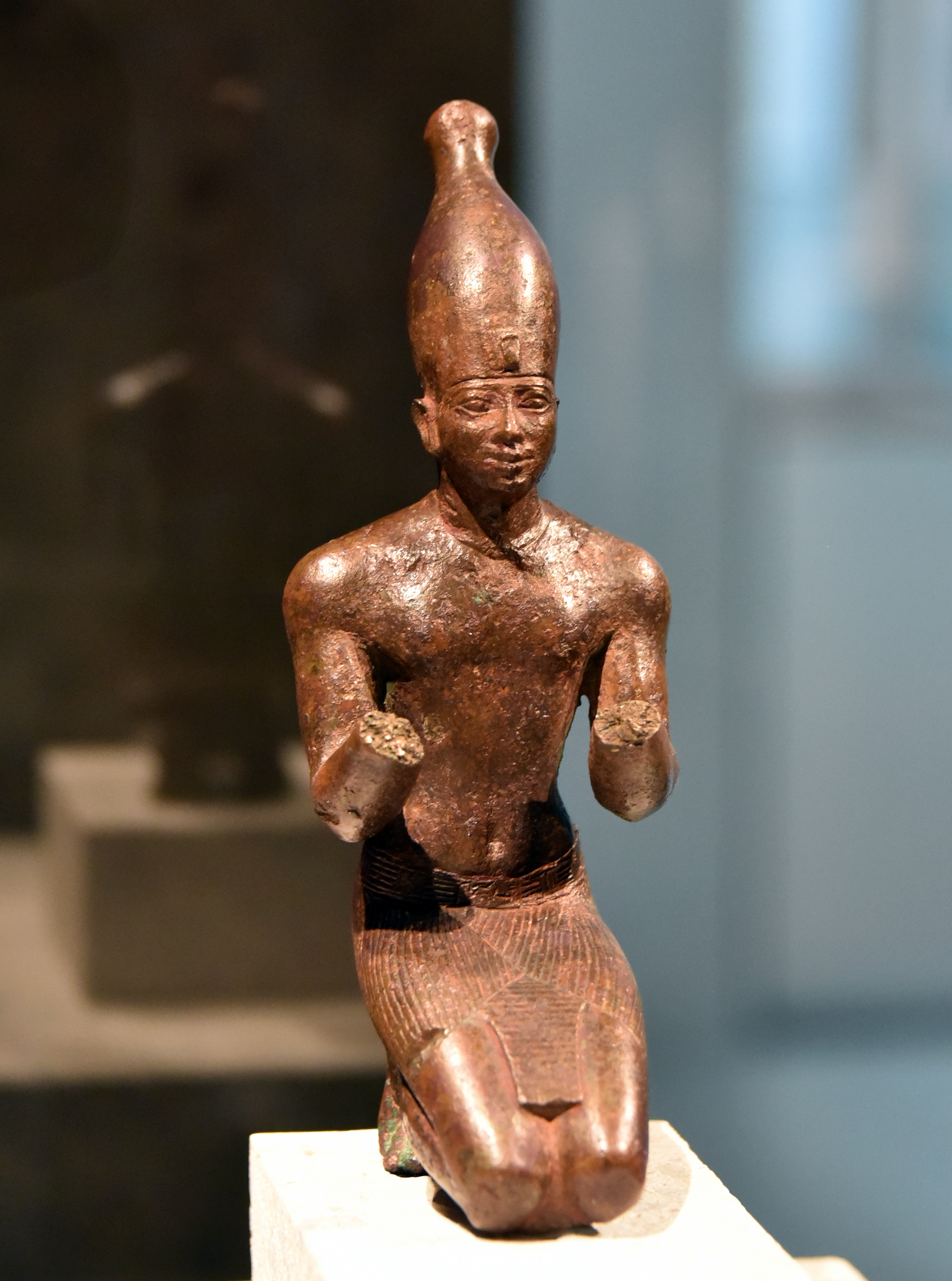
Estatuilla de bronce de un rey de la dinastía nubia con la corona blanca del Alto Egipto. XXV dinastía, 670 a. C. Neues Museum, Berlín